# Pfarrkirche Wildendürnbach

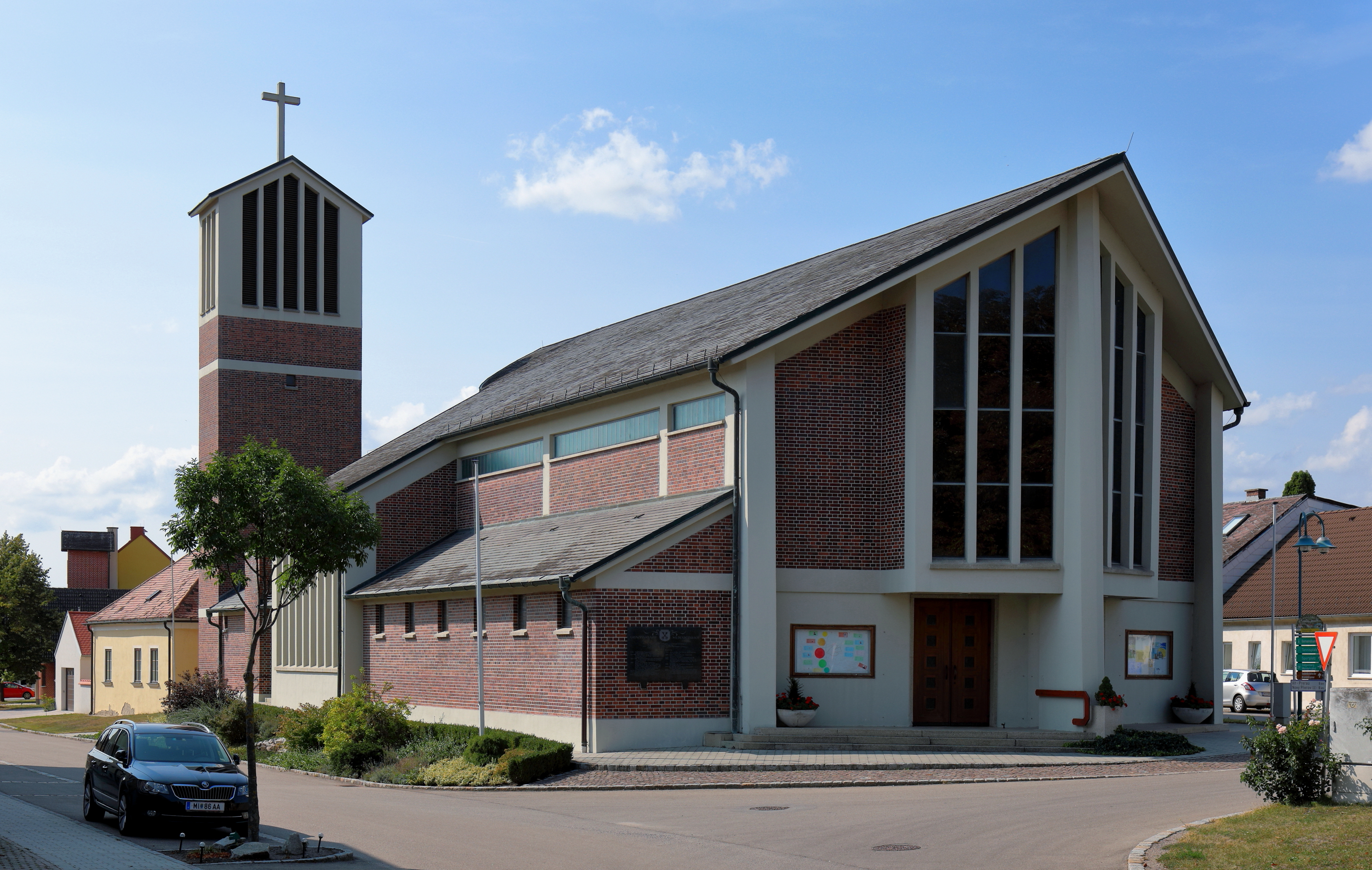
Katholische Pfarrkirche hl. Petrus in Wildendürnbach

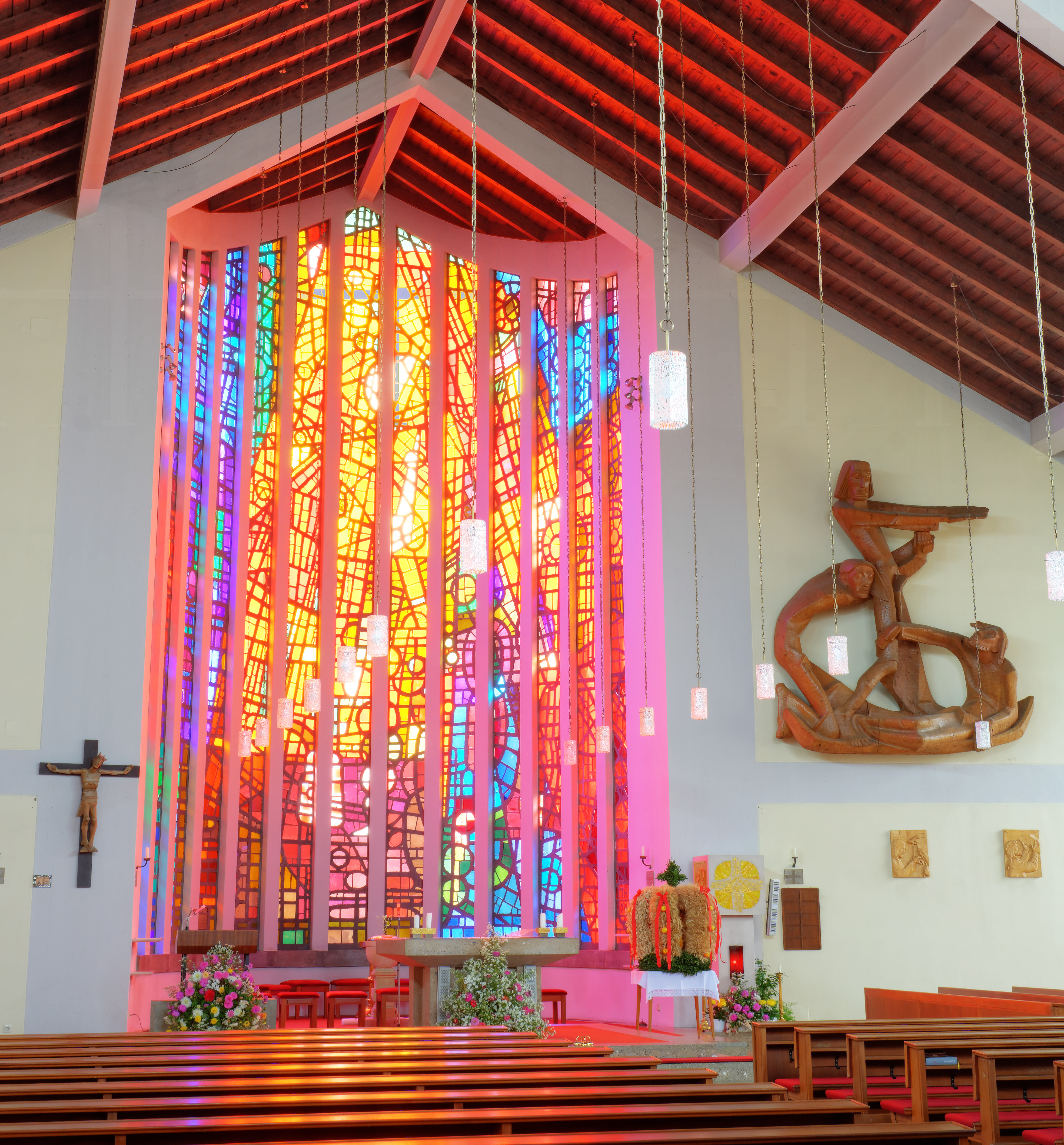
Zentralraum, Blick zum Altar, Betonglasfenstermalerei Heinrich Tahedl, Schnitzwerk Gottfried Fuetsch

Die Pfarrkirche Wildendürnbach steht in der Gemeinde Wildendürnbach im Bezirk Mistelbach in Niederösterreich. Die dem heiligen Petrus geweihte römisch-katholische Pfarrkirche gehört zum Dekanat Laa-Gaubitsch im Vikariat Unter dem Manhartsberg der Erzdiözese Wien.

## Geschichte
Nach 1200 wurde für Wildendürnbach ein Vikariat der Pfarrkirche Falkenstein und nach 1400 eine eigene Pfarre genannt. 1971 wurde die alte Pfarrkirche abgebrochen und von 1972 bis 1974 nach den Plänen des Architekten Hans Petermair erbaut und 1974 von Erzbischof-Koadjutor Franz Jachym geweiht.

## Architektur
Der breit gelagerte Stahlbetonbau über einem kreuzförmigen Grundriss ist mit Klinkermauerwerk ausgefacht. Der freistehende Turm steht im Westen.
Das Kircheninnere zeigt sich mit einem offenen Dachstuhl. Die Betonglasfenstermalerei in der Apsisrundung und im Querschiff schuf der Maler Heinrich Tahedl.

## Ausstattung
Eine Schnitzgruppe Christus und zwei Apostel schuf der Bildhauer Gottfried Fuetsch. Die Orgel aus 1966 mit 24 Registern stand bis 2025 in die Aula der Universität Göttingen und ersetzt eine Orgel mit pneumatischer Traktur aus 1939, welche beim Neubau dieser Kirche in den 1970er-Jahren in die neue Kirche transferiert wurde. Die neue Orgel von Paul Ott wurde 2025 durch Robert Niemeczek in die Pfarrkirche Wildendürnbach transferiert.
Eine Glocke nennt Johann Caspar Hofbauer 1778.